# João Maria Vianney
João Maria Vianney, também conhecido como Santo Cura d'Ars (Dardilly, Ródano, 8 de maio de 1786 — Ars-sur-Formans, 4 de agosto de 1859) foi um sacerdote católico francês, canonizado pela Igreja Católica. Foi nomeado padroeiro dos párocos em 23 de abril de 1928.

## Infância e adolescência

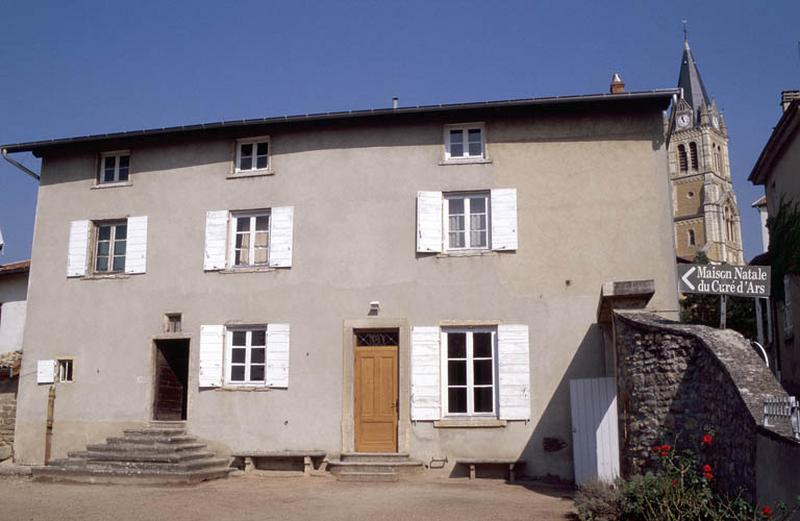
Sua casa natal em Dardilly

Jean-Marie Baptiste Vianney nasceu em 8 de maio de 1786, na localidade de Dardilly, dez quilômetros ao noroeste da cidade de Lyon, França. Seus pais, os camponeses Mateus Vianney e Maria Beluze, tiveram sete filhos, ele foi o quarto. Gostava de frequentar a igreja e desde a infância dizia que desejava ser um sacerdote.
Durante sua infância, João Maria trabalhou no campo como pastor e ajudante, e só foi para a escola na adolescência, quando abriram uma na aldeia onde residia. Frequentou a escola por dois anos apenas, pois tinha de trabalhar no campo. Foi quando aprendeu a língua francesa, pois em sua casa se falava um dialeto regional.
Para seguir a vida religiosa, teve de enfrentar muita oposição de seu pai, além da perseguição aos padres por parte dos jacobinos, apoiados pela maçonaria, e também dos homens de Napoleão Bonaparte, pois fora convocado ao serviço militar e não se apresentou, tendo sido considerado desertor. Mas com a ajuda do pároco Balley, aos vinte anos de idade ele foi para o Seminário de Écully, onde surgiram os obstáculos por causa de sua falta de instrução. Além da perseguição religiosa da própria Revolução Francesa.

## Seminário e sacerdócio

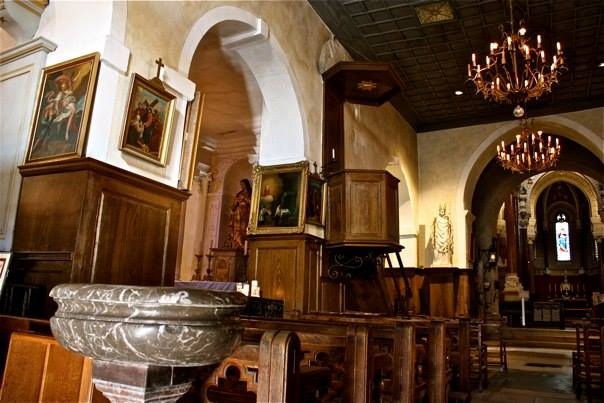
Antiga nave da igreja onde o Cura D'Ars celebrava a missa

Embora ninguém duvidasse de sua fé e devoção, os professores e superiores o consideravam um rude camponês, que não tinha inteligência suficiente para acompanhar os outros seminaristas, especialmente de filosofia e teologia. Assim, acabou sendo confinado a estudar apenas aritmética, história e geografia.
Em 13 de agosto de 1815, João Maria Vianney foi ordenado sacerdote na capela do seminário de Grenoble. Contudo, sua ordenação teve um impedimento: não poderia ser confessor. Não era considerado capaz de guiar consciências. A despeito disso, é considerado um dos mais famosos e competentes confessores que a Igreja Católica já teve.
Durante o seu aprendizado em Écully, fora assistente do padre Balley, que o encorajou a enfrentar os diversos obstáculos e foi seu mentor, dando-lhes aulas particulares de filosofia e teologia em francês, além de ter intercedido por Vianney, quando este falhou nos exames. Assim, três anos depois, em 1818, após a morte do padre Balley, Vianney conseguiu a liberação para que pudesse exercer o apostolado plenamente, sendo então designado vigário-geral no vilarejo de Ars-sur-Formans.

## Envio para Ars

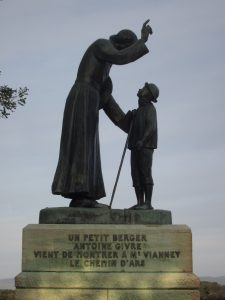
Monumento relembrando o encontro do garoto com o Cura D'Ars em Ars

João Maria chegou em Ars em fevereiro de 1818, numa carroça, transportando alguns pertences e o que mais precisava, seus livros. Conta a tradição que na estrada havia muita neblina e ele se dirigiu a um menino pastor dizendo: "Me mostras o caminho de Ars e eu te mostrarei o caminho do céu". Hoje, um monumento na entrada da cidade lembra esse encontro.
Alguns anos após sua chegada, abriu um orfanato para garotas na cidade, o qual nomeou como "A Providência". A instituição funcionou até 1847.
Em 1823, o Bispo elevou Ars à categoria de paróquia. Vianney desejou abandonar a comunidade, pois não se achava à altura para administrar uma paróquia, contudo, permaneceu. Na paróquia, fazia de tudo, inclusive os serviços da casa e suas refeições. Sempre em oração, comia muito pouco e dormia no máximo três horas por dia, fazendo tudo o que podia para os seus pobres e dedicando boa parte de seu tempo a atender confissões. O dinheiro herdado com a morte do pai gastou com os pobres.
Em 1824, Vianney sofre ataques, como ter sua cama incendiada, que acreditou ser do próprio demônio.
A fama de seus dons e de sua santidade correu entre os fiéis de todas as partes da Europa. Muitos acorriam para paróquia de Ars com um só objetivo: ver o Cura e, acima de tudo, confessar-se com ele, que chegava a ficar 15 horas por dia dentro do confessionário. Mesmo que para isto tivessem de esperar horas ou dias inteiros. Assim, em 1827, o local tornou-se um centro de peregrinações a nível internacional. Tanto que, em 1835, foi necessário a criação de um sistema de transporte entre Lyon e Ars, pois os peregrinos chegaram a atingir um número de 80 mil só naquele ano e aumentaria nos anos seguintes. No ano de 2019, estima-se que passem pelo santuário em torno de 500 mil pessoas por ano.

## Milagres
Os milagres registrados por seus biógrafos são de três classes:
- Arrecadação de fundos para obras de caridade e comida para as órfãs;
- Conhecimento sobrenatural sobre futuro e passado; e
- Curar os doentes, em especial, as crianças.

## Morte e legado

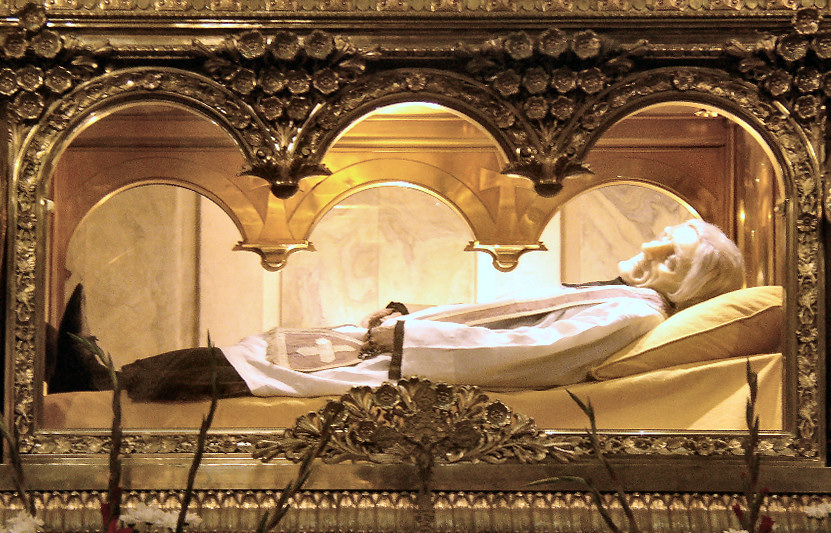
O corpo incorrupto de São João Maria Vianney

O Cura de Ars, como era chamado, nunca pôde parar para descansar. Morreu serenamente, consumido pela fadiga, na noite de 4 de agosto de 1859, aos setenta e três anos de idade. Muito antes de ser canonizado pelo papa Pio XI, em 1925, já era venerado como santo. O seu corpo incorrupto, encontra-se na igreja da paróquia de Ars, que se tornou um grande santuário de peregrinação. São João Maria Vianney foi proclamado pelo Papa Pio XI "Padroeiro dos Párocos e dos Sacerdotes que têm Cura de Almas" no mundo todo, por Carta Apostólica datada de 20 de abril de 1929. Devido o seu exemplo de pastor, associa-se informalmente à sua memória, em 4 de agosto, a comemoração do dia do Padre. Por ocasião do Ano Sacerdotal (2009-2010), criado pelo Papa Bento XVI, chegou-se a cogitar o Santo Cura D'Ars como padroeiro de todos os sacerdotes, o que não ocorrera por assim preferir o papa Bento XVI.